# Nasoonaria
Nasoonaria is een geslacht van spinnen uit de familie hangmatspinnen (Linyphiidae).

## Soorten
De volgende soorten zijn bij het geslacht ingedeeld:
- Nasoonaria sinensis Wunderlich & Song, 1995